# Arthraxon hispidus
Arthraxon hispidus är en gräsart som först beskrevs av Carl Peter Thunberg, och fick sitt nu gällande namn av Tomitaro Makino. Arthraxon hispidus ingår i släktet Arthraxon och familjen gräs. Inga underarter finns listade i Catalogue of Life.

## Bildgalleri

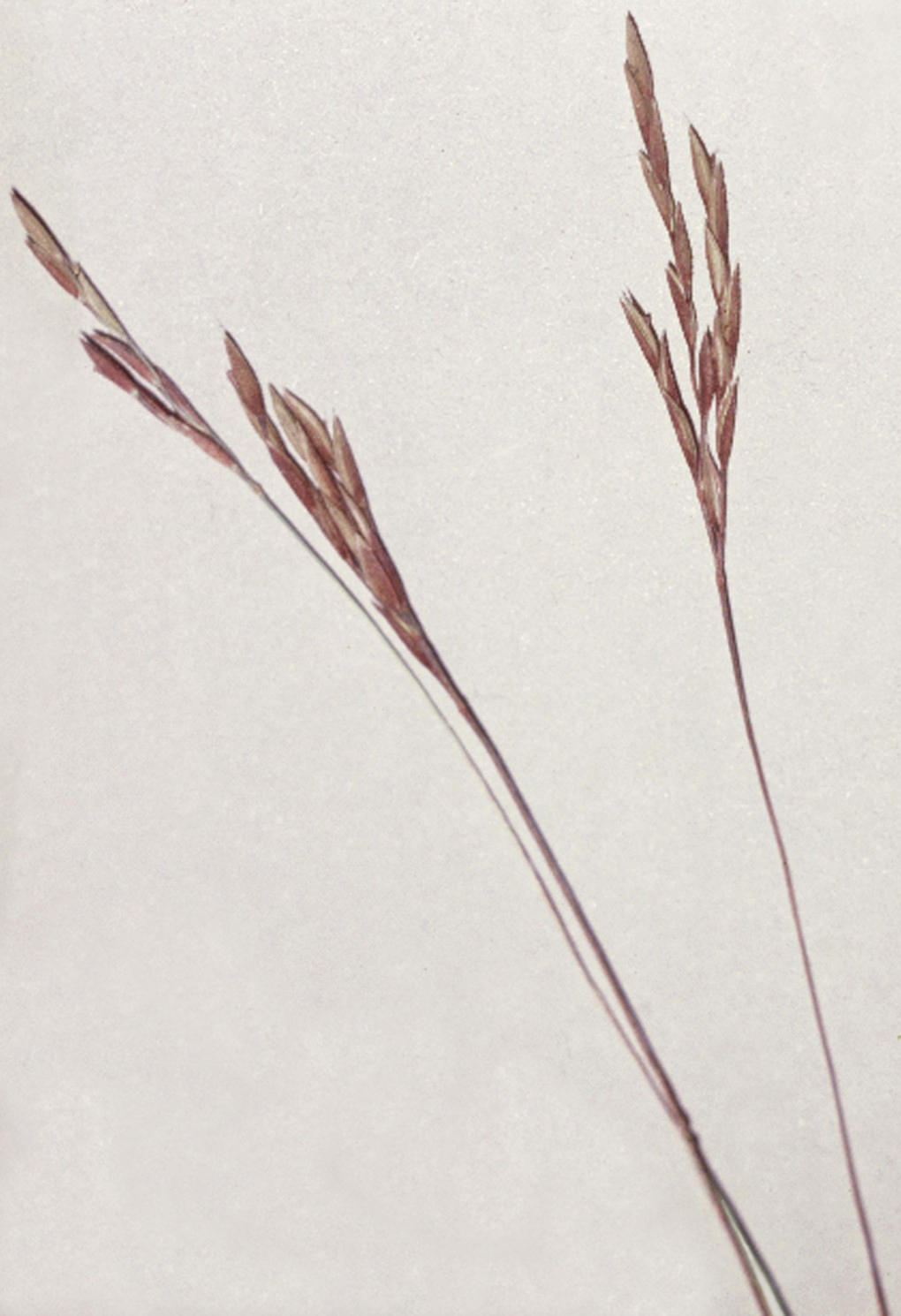